# Miss Machine
Miss Machine es un álbum de The Dillinger Escape Plan, publicado el 20 de julio de 2004. El grupo ha publicado tres singles extraídos de este álbum, todos ellos con sus respectivos videos: "Panasonic Youth", "Setting Fire to Sleeping Giants" y "Unretrofied".
Este es el primer disco de The Dillinger Escape Plan con el vocalista Greg Puciato, tras la salida del grupo del vocalista original Dimitri Minakakis. Era el disco más experimental que habían hecho hasta la fecha, mostrando influencias de Mike Patton y de la música industrial. Era a su vez su disco más accesible, introduciendo tempos más lentos, voces cantadas y estructuras más convencionales.

## Listado de canciones
1. "Panasonic Youth" (Weinman/Puciato) – 2:27
2. "Sunshine the Werewolf" (Weinman/Puciato) – 4:17
3. "Highway Robbery" (Weinman/Puciato) – 3:30
4. "Van Damsel" (Weinman/Puciato) – 2:59
5. "Phone Home" (Pennie/Puciato) – 4:15
6. "We Are the Storm" (Weinman/Puciato) – 4:38
7. "Crutch Field Tongs" (Pennie) – 0:52
8. "Setting Fire to Sleeping Giants" (Weinman/Puciato) – 3:27
9. "Baby's First Coffin" (Weinman/Puciato) – 4:02
10. "Unretrofied" (Weinman) – 5:37
11. "The Perfect Design" (Weinman/Puciato) – 3:50
12. "My Michelle" (Bonus Track en Japón) (Versión de Guns 'N Roses)
13. "Damaged Pt. 1&2" (Bonus Track en Japón) (Versión de Black Flag)

## Personal
- Benjamin Weinman - guitarrista, productor
- Brian Benoit - guitarrista
- Chris Pennie - batería
- Greg Puciato - vocalista
- Liam Wilson - bajista
- Steve Evetts - productor, ingeniero, mezclas
- Jesse Cannon - "Protooling adicional"
- Tom Shumway - ingeniero ayudante
- James Russo - ingeniero ayudante
- Alan Douches - masterización
- Mike Watkajtys - ingeniero de sonido en vivo
- Brian Montuori - arte y dirección
- Dimitri Minakakis - diseño
- Matthew Jacobson - productor ejecutivo

- Datos: Q2017764